# Erannis contrasta
Erannis contrasta là một loài bướm đêm trong họ Geometridae.